# So High (Doja Cat)
So High è un singolo della rapper statunitense Doja Cat, pubblicato l'11 marzo 2014 come primo estratto dal suo EP di debutto Purrr!.
Il brano è basato su un campionamento di Falling Leaves, traccia strumentale del 2012 di Evil Needle, che è accreditato come produttore della canzone.
Doja Cat ha tuttavia dichiarato di sentirsi in imbarazzo riascoltando il testo (da lei considerato scritto "pigramente") e la propria voce dopo qualche anno.

## Video musicale
Il video musicale è stato pubblicato nel marzo 2014. Nel video, registrato nelle saline californiane, Doja Cat è vestita come una divinità induista con la pelle dipinta di blu e danza mentre siede su un trono a forma di fiore di loto. La rapper si è ispirata alla propria infanzia, durante la quale aveva praticato la religione indù per tre anni. Tuttavia fu in seguito accusata di aver "sessualizzato e appropriato la cultura induista". La rapper ha dichiarato che, se avesse saputo di non doverlo fare, non lo avrebbe girato e che è una buona cosa essere più sensibili al riguardo.